# 旅ずきんちゃん 〜全日本のほほ〜ん女子会〜
『旅ずきんちゃん 〜全日本のほほ〜ん女子会〜』（たびずきんちゃん ぜんにほんのほほ〜んじょしかい）は、2013年4月7日から2018年3月25日までCBCテレビの製作で、TBS系列局で放送されていた紀行バラエティ番組。通算249回（101回+148回）。放送時間は毎週日曜 23:30 - 翌0:00 （日本標準時）。ただし、編成上の都合で変更になる場合もあった。

## 概要
毎回週替わりの女性タレントが3人で日本各地を旅する番組。コンセプトは「女子会ロケバラエティー」であるが、男性タレントが加わる、もしくは男性のみで旅する回もあった。
2015年3月までは、「旅ずきん」と呼ばれる女性芸人2人がゲストの女性タレント1人と一緒に旅をするという内容だった。女性芸人のうちの1人は「旅の幹事」で、他の2人は「旅の道連れ」として出演していた。ゲストがいない回では旅ずきん3人、もしくは旅ずきん1人にゲスト2人で旅をすることもあった。
同年4月の番組リニューアルで番組タイトルから「〜全日本のほほ〜ん女子会〜」が消え、テーマ曲も変更。「旅ずきん」のメンバーのうち、オアシズの大久保佳代子と友近がスタジオMCとして残留した。「女子会」のコンセプトは変えていないが、行き先は「都内での飲み歩き」といった気軽で小規模なものがメインになっていた。
2016年10月9日放送回から、番組タイトルロゴが3代目に変更した。
2018年3月25日の放送で、5年の歴史に幕を閉じた。
放送終了後もCBCテレビでは傑作選が再放送されてきたが、当枠の後継番組『ゲンバビト』の出演者であるピエール瀧が自身の不祥事で逮捕されたことによる緊急措置として2019年3月17日から3週にわたり、「旅ずきんちゃんSP」として復活した。

## 出演者

### 放送終了時の出演者
いずれも2015年4月から放送終了までスタジオMCを担当。2015年3月までは「旅ずきん」の一員を務めていた。
- 大久保佳代子（オアシズ）
- 友近

### 過去の出演者
いずれも「旅ずきん」の一員を務めていた。メンバーは全員マトリョーシカ人形をモチーフにイラスト化され、番組オープニングや本編のタイトルクレジットに登場していた（右下にその週出演の旅ずきんのイラストを表示。ゲストの表示にはオープニングに出てくる親マトリョーシカ人形を使用）。
- 黒沢かずこ（森三中）
- 白鳥久美子（たんぽぽ）
- 椿鬼奴
- バービー（フォーリンラブ）
- 光浦靖子（オアシズ）
- 渡辺直美
- 小原正子（クワバタオハラ）

## スタッフ
- ナレーター：服部潤（2014年8月10日 - ）
- 構成：間マサムネ、ゴウヒデキ、深田憲作、大橋和裕（おおはす）、政池洋佑
- TP：長谷川美和
- CAM：保泉達也、河部謙一、野澤純平、李承宰、蝦名岳文、島香望
- AUD：根本敬介、藤本樹垣、加藤稔郁、高野太樹、吉川満、大島草太、関文彦、嶋猛、松崎宏江、吉川淳
- 編集：中村仁志、村上朗仁、小松澤章浩、藤森唯史、金澤京一、鳥塚幸輔、三浦裕太、今村猛彦、今井敏明、佐々木基次、石井謙作
- MA：奴賀貴幸、佐藤龍志、林壮樹、坪野有馬
- CG：森三平
- 音効：安原裕人、秋庭加奈子
- 協力：IMAGICA、オムニバスジャパン、e-naスタジオ
- 編成：田中俊彦
- WEB：河野浩之
- 宣伝：橋本栄次、中橋かおり
- AD：江上由菜、臼倉千裕、土屋莉穂、井上茅也、若月翔平、大石詩織
- AD/ディレクター：漆畑由美、三代徹也（回によって役割が異なる）
- ディレクター：境太資（毎週）、森健宣、舟木隆浩、柴田大輔、大貫翔平（週替り）
- 総合演出：鴇田一樹（以前はディレクター→演出）
- AP：長谷川三芳、但木奈々
- プロデューサー：磯部隆、柴田昇、柳橋弘紀
- チーフプロデューサー：岩井富士夫（以前はプロデューサー）
- 制作協力：テイクシステムズ
- 製作著作：CBCテレビ[1]

### 過去のスタッフ
- ナレーション：三輪勝恵（2014年8月3日まで）
- TP：勝屋一朗→横関正人→田中雅積
- メイク：清水惇子
- 編成：磯貝満昭、中野伸哉
- WEB：湯澤巧→柴田圭介→木下大
- 宣伝：榊原正樹、須原健太郎、水野知歌、斉藤龍昭、真岡哲海
- AD：福田真実子、下村佳織
- 演出：河野幸信
- AP：辻安恵、上田直彦
- ディレクター：吉本竜二、北山友亮、山本慎之介
- プロデューサー：稲垣邦広

## ネット局等
ネット局
| 放送対象地域   | 放送局                    | 系列    | 放送日時            | 備考       |
| -------------- | ------------------------- | ------- | ------------------- | ---------- |
| 中京広域圏     | CBCテレビ（CBC）          | TBS系列 | 日曜 23:30 - 翌0:00 | 製作局     |
| 北海道         | 北海道放送（HBC）         | TBS系列 | 日曜 23:30 - 翌0:00 | 同時ネット |
| 青森県         | 青森テレビ（ATV）         | TBS系列 | 日曜 23:30 - 翌0:00 | 同時ネット |
| 岩手県         | IBC岩手放送（IBC）        | TBS系列 | 日曜 23:30 - 翌0:00 | 同時ネット |
| 宮城県         | 東北放送（TBC）           | TBS系列 | 日曜 23:30 - 翌0:00 | 同時ネット |
| 山形県         | テレビユー山形（TUY）     | TBS系列 | 日曜 23:30 - 翌0:00 | 同時ネット |
| 福島県         | テレビユー福島（TUF）     | TBS系列 | 日曜 23:30 - 翌0:00 | 同時ネット |
| 関東広域圏     | TBSテレビ（TBS）          | TBS系列 | 日曜 23:30 - 翌0:00 | 同時ネット |
| 山梨県         | テレビ山梨（UTY）         | TBS系列 | 日曜 23:30 - 翌0:00 | 同時ネット |
| 長野県         | 信越放送（SBC）           | TBS系列 | 日曜 23:30 - 翌0:00 | 同時ネット |
| 新潟県         | 新潟放送（BSN）           | TBS系列 | 日曜 23:30 - 翌0:00 | 同時ネット |
| 静岡県         | 静岡放送（SBS）           | TBS系列 | 日曜 23:30 - 翌0:00 | 同時ネット |
| 富山県         | チューリップテレビ（TUT） | TBS系列 | 日曜 23:30 - 翌0:00 | 同時ネット |
| 石川県         | 北陸放送（MRO）           | TBS系列 | 日曜 23:30 - 翌0:00 | 同時ネット |
| 近畿広域圏     | 毎日放送（MBS）           | TBS系列 | 日曜 23:30 - 翌0:00 | 同時ネット |
| 鳥取県・島根県 | 山陰放送（BSS）           | TBS系列 | 日曜 23:30 - 翌0:00 | 同時ネット |
| 岡山県・香川県 | 山陽放送（RSK）           | TBS系列 | 日曜 23:30 - 翌0:00 | 同時ネット |
| 広島県         | 中国放送（RCC）           | TBS系列 | 日曜 23:30 - 翌0:00 | 同時ネット |
| 山口県         | テレビ山口（tys）         | TBS系列 | 日曜 23:30 - 翌0:00 | 同時ネット |
| 愛媛県         | あいテレビ（itv）         | TBS系列 | 日曜 23:30 - 翌0:00 | 同時ネット |
| 高知県         | テレビ高知（KUTV）        | TBS系列 | 日曜 23:30 - 翌0:00 | 同時ネット |
| 福岡県         | RKB毎日放送（RKB）        | TBS系列 | 日曜 23:30 - 翌0:00 | 同時ネット |
| 長崎県         | 長崎放送（NBC）           | TBS系列 | 日曜 23:30 - 翌0:00 | 同時ネット |
| 熊本県         | 熊本放送（RKK）           | TBS系列 | 日曜 23:30 - 翌0:00 | 同時ネット |
| 大分県         | 大分放送（OBS）           | TBS系列 | 日曜 23:30 - 翌0:00 | 同時ネット |
| 宮崎県         | 宮崎放送（MRT）           | TBS系列 | 日曜 23:30 - 翌0:00 | 同時ネット |
| 鹿児島県       | 南日本放送（MBC）         | TBS系列 | 日曜 23:30 - 翌0:00 | 同時ネット |
| 沖縄県         | 琉球放送（RBC）           | TBS系列 | 日曜 23:30 - 翌0:00 | 同時ネット |

ネット配信
| 配信元 | 更新日時        | 備考                 |
| ------ | --------------- | -------------------- |
| TVer   | 月曜 0:00 更新  | 最新話限定で無料配信 |
| GYAO!  | 火曜 16:00 更新 | 最新話限定で無料配信 |

## 備考
- 大久保佳代子と友近は、同じくCBCテレビの自社制作情報番組『なるほどプレゼンター!花咲かタイムズ』（東海3県ローカル）と『ゴゴスマ -GO GO!Smile!-』（TBSなど一部系列局でも、番販ネットしている）にレギュラー出演しており（花咲かタイムズには友近のみが出演、ゴゴスマには両者ともに出演）、両番組出演時には本番組の宣伝を行うことがある。
- 白鳥久美子とバービー以外の旅ずきんのメンバー6人は、2013年8月3日 - 4日にフジテレビ系列で放送された『FNS27時間テレビ 女子力全開2013 乙女の笑顔が明日をつくる!!』（フジテレビ）のメインパーソナリティ（計11名）を務めていた。なお、白鳥は同特番にコーナーゲストとして出演していた。
- 2014年12月まではアメリカンホーム保険会社（「アメリカンホームダイレクト」名義）を筆頭とする複数社提供で放送されていた。そのため、アメリカンホームが主催している日本縦断駅伝キャンペーンイベント「みんなのMAEMUKI駅伝」の参加者を紹介するインフォマーシャルが番組後半に流されていた。CM前に日本列島の略地図が現れ、今回旅をしている都道府県からMAEMUKI駅伝の活動報告を行う都道府県へ移動し、活動報告後、本編に戻る際に再び日本列島が現れ、旅をしている都道府県へ戻るという演出があった。2014年12月21日にアメリカンホームのスポンサー降板により、翌2015年1月からは同社以外の複数社提供で放送されていた。また、前述の「旅ずきんちゃんSP」は、CMが「ゲンバビト」のスポンサーである パーソルグループの一社提供で放送を行わず全編TBSテレビ系列の番組宣伝に差し替えられた。